# Januskop

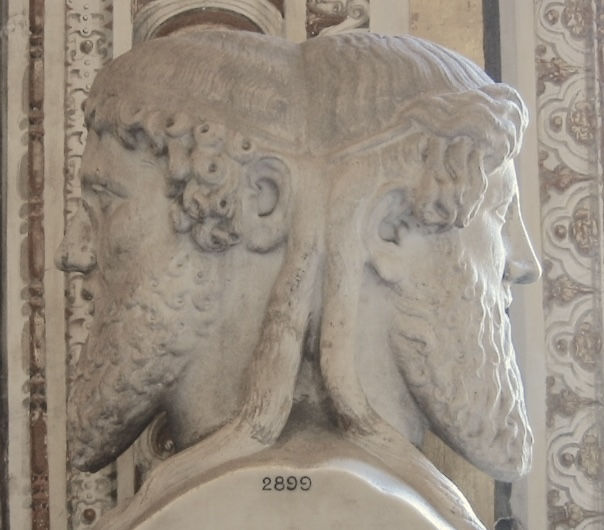
Buste van Janus Bifrons in de Vaticaanse Musea

In de beeldhouwkunst en schilderkunst is een januskop een hoofd met zowel aan de voorzijde als aan de achterzijde een gezicht. Het is genoemd naar de Romeinse god Janus, die in een van zijn verschijningsvormen twee gezichten had. Een voorbeeld in Nederland is het beeld van de Stenen Man in Harlingen.
In de literatuur wordt de term januskop wel gebruikt om te benadrukken dat iets diverse – vaak tegengestelde – eigenschappen of karakteristieken kan hebben. Hierbij wordt dus gebruikgemaakt van beeldspraak.
In de radartechnologie zijn in het verleden weleens systemen uitgerust met twee antennes die rug aan rug op hetzelfde aandrijfmechanisme waren gemonteerd. Ook dit werd een januskop genoemd.